# Trichosanthes pedata
Trichosanthes pedata là một loài thực vật có hoa trong họ Cucurbitaceae. Loài này được Merr. & Chun miêu tả khoa học đầu tiên năm 1934.